# Remigia repandoides
Remigia repandoides är en fjärilsart som beskrevs av Embrik Strand 1917. Remigia repandoides ingår i släktet Remigia och familjen nattflyn. Inga underarter finns listade.